# Zona esterlina
La zona esterlina nasqué com a mesura d'emergència presa durant la Segona Guerra Mundial per potenciar la cooperació entre diversos estats en temes de control canviari. En aquell temps, la majoria de països participants eren dominis i colònies de l'imperi Britànic (que posteriorment es convertiria en la Commonwealth).
La importància de la zona esterlina es reduí dràsticament al juny del 1972, quan el govern britànic (en consultació amb els governs d'Irlanda, l'illa de Man i les Illes Anglonormandes, que quedaren exempts de la mesura) aplicà controls canviaris unilaterals als altres països de la zona esterlina.
La zona esterlina no deixà d'existir un dia en concret, sinó que s'anà dissolvent en fases entre el juny del 1972 i el 1979. Irlanda imposà controls canviaris unilaterals al Regne Unit el 1978 i, el 1979, el govern britànic aixecà tots els controls canviaris que dataven del 1939.